# Satélites Pléiades

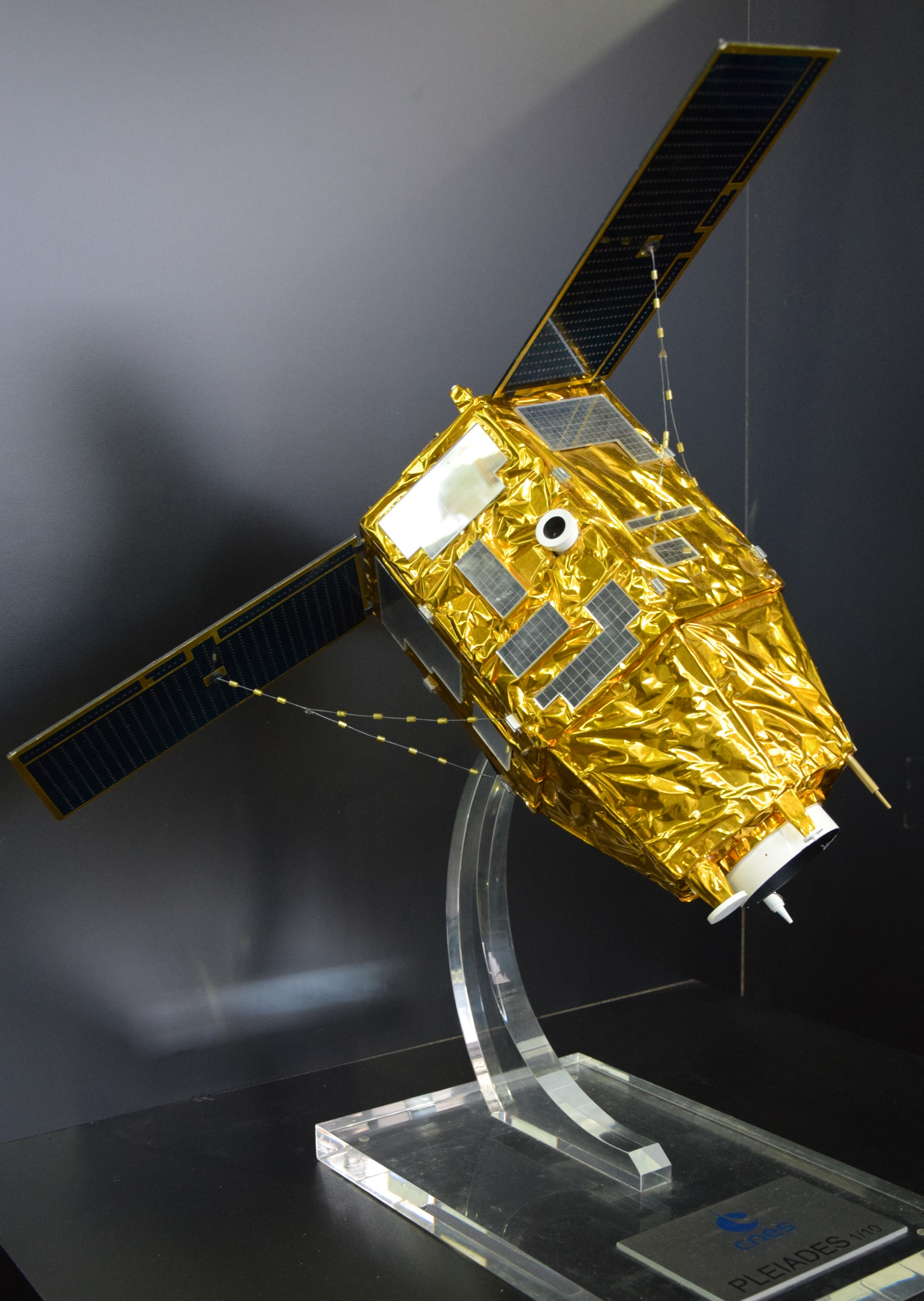
Maqueta de los satélites pléiades

Satélites Pléiades es un sistema formado por dos satélites ópticos de observación de la Tierra de muy alta resolución. Pléiades 1 y Pléiades 2 ofrecerán una cobertura global sobre la superficie de la Tierra con un ciclo repetido de 26 días.
Diseñados como un sistema dual civil/militar, los satélites Pléiades satisfarán las necesidades en términos de imágenes espaciales de la defensa europea, así como las necesidades civiles y comerciales.

## Historia
El sistema Pléiades fue diseñado por el programa franco-italiano ORFEO (Optical & Radar Federated Earth Observation) entre 2001 y 2003. El programa Pléiades fue lanzado en octubre de 2003 con el CNES (la agencia espacial francesa) como contratista principal de todo el sistema y Airbus Defence and Space como contratista principal del segmento espacial. La división de Geo-inteligencia de Airbus Defence and Space  es el distribuidor oficial y exclusivo a nivel mundial de los productos y servicios Pléiades ante el mercado civil en virtud de un contrato de delegación de servicio público. El satélite Pleiades-1A es lanzado desde el Centro Espacial de Guayana, por un cohete Soyuz, 17 de diciembre de 2011. Pléiades-1B fue lanzado con éxito desde el Centro Espacial de Guayana, por un cohete Soyuz, 2 de diciembre de 2012 a las 02:02 UTC.

## Tecnologías

### Órbita
Los dos satélites operarán en la misma órbita sincronizada y estarán escalonados a 180° para ofrecer una capacidad de revisita diaria sobre cualquier punto del planeta.
- Órbita: Sincrónica con el sol, sincronizada, casi circular.
- Altitud media: 694 km.

### Innovación
Equipados con tecnologías espaciales innovadoras de última generación como giroscopios de fibra óptica y giroscopios de control de momento, Pléiades 1 y 2 ofrecerán una agilidad de balanceo, cabeceo y viraje (giro) excepcional, lo que permitirá al sistema maximizar el número de adquisiciones sobre un área determinada.

### Agilidad para ofrecer una programación reactiva
Esta agilidad, junto con la programación especialmente dinámica de adquisición de imágenes, permitirá que el sistema Pléiades se pueda adaptar al máximo a las necesidades específicas del usuario. Podrá responder en un tiempo récord a las necesidades del usuario individual, gracias a la existencia de múltiples planes de programación al día y una cadena de procesamiento de imágenes de vanguardia. Principales prestaciones:
- Adquisición de imágenes sobre cualquier parte del mundo dentro de una franja terrestre de 800 km de amplitud con una resolución inferior a un metro;
- Adquisición de imágenes estéreo y triestéreo a lo largo de la traza;
- Recogida de mosaicos (strip-mapping) mediante una sola visita con una huella de hasta un grado cuadrado;
- Capacidad de adquisición teórica máxima de 1 000 000 de kilómetros cuadrados al día por satélite;
- Capacidad de adquisición diaria optimizada (teniendo en cuenta el libro de pedidos auténtico, las restricciones climatológicas, posibles conflictos, etc.) que alcanza los 300 000 kilómetros cuadrados al día por satélite.

### Instrumento óptico
Funciones de radiómetro de Pléiades
| modo           | canal | banda espectral                   |
| -------------- | ----- | --------------------------------- |
| multiespectral | 1     | 430 - 550 nm (azul)               |
|                | 2     | 490 - 610 nm (verde)              |
|                | 3     | 600 - 720 nm (rojo)               |
|                | 4     | 750 - 950 nm (infrarrojo cercano) |
| pancromático   | P     | 480 -830 nm (banda ancha)         |

### Productos[4]
| Resolución | Pancromático: 50 cm                                   |
|            | Multiespectral: 2 m                                   |
|            | Pansharpened: 50 cm                                   |
|            | Bundle: 50 cm PAN y 2 m MS                            |
| Huella     | Franja de 20 km                                       |
|            | Mosaicos de hasta 100 km x 100 km con una sola visita |

### Estaciones de recepción terrestres
Cuando comiencen las operaciones satelitales, se pondrán en marcha cuatro estaciones de recepción terrestres destinadas a descargar y archivar directamente los datos de las imágenes:
- Dos centros de defensa en Francia y España
- Dos estaciones civiles: una en Toulouse (Francia) y una estación polar en Kiruna (Suecia), que recibirán la mayoría de los datos.

Más adelante, se instalarán estaciones regionales de recepción (fijas o móviles) a petición de los usuarios.

### Estaciones uplink o de enlace ascendente[5]
El plan de programación de Pléiades se actualizará y cargará tres veces al día, permitiendo que se puedan incluir solicitudes de último minuto y la capacidad para utilizar previsiones del tiempo actualizadas al minuto.
- La estación de la isla Kerguelen cargará el recorrido de la mañana, sobre Europa, África y Oriente Medio.
- La estación sueca se ocupará de las órbitas de mediodía, sobre Norteamérica y Sudamérica.
- La estación francesa transmitirá el último plan de programación del día, sobre Asia y Oceanía.

## Aplicaciones de las imágenes MAR
El sistema Pléiades está diseñado para una amplia gama de aplicaciones de sensor remoto de muy alta resolución (MAR). Entre estas, se incluyen:
- Planificación del territorio: detección e identificación de pequeños objetos (p.e. vehículos, carreteras, arbustos).
- Agricultura: gestión de la tierra y las cosechas, localización de enfermedades de los cultivos, recuento de árboles (palmeras, viñedos, etc.).
- Defensa: inteligencia de imágenes y planificación táctica en áreas urbanas o con elevada densidad de población.
- Seguridad interior: mitigación y asistencia en casos de crisis, y evaluación post-crisis (en especial, terremotos).
- Hidrología: estudios de topografía y de pendiente de la cuenca de drenaje.
- Gestión forestal: deforestación ilícita y gestión de cosechas forestales; calificación de datos REDD (muestreo).
- Vigilancia marítima y del litoral: reconocimiento de buques y contaminación (vertidos de petróleo), mapas de puertos.
- Ingeniería civil/Supervisión de activos: planificación de carreteras, corredores ferroviarios y corredores de oleoductos.
- 3D: simuladores de vuelo, mapas de alta precisión, implantación de campos fotovoltaicos, etc.